# 堕ちたる天女
楽劇『堕ちたる天女』（おちたるてんにょ）は、日本の作曲家、山田耕筰が1913年に作曲した楽劇（オペラ）である。

## 作曲の経緯

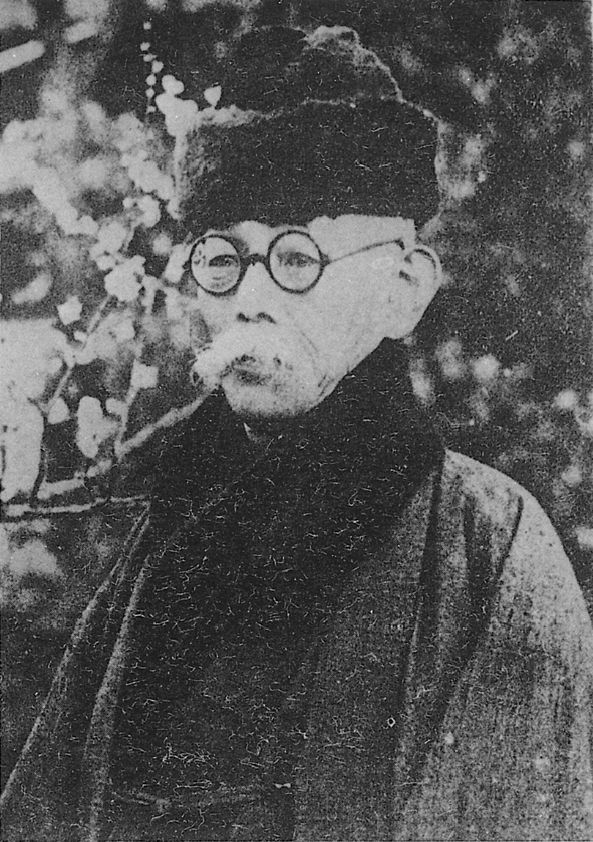
楽劇台本を書いた坪内逍遙

山田はリヒャルト・ワーグナーやリヒャルト・シュトラウスへの傾倒もあり、日本を音楽的に育てるには交響曲や室内楽のような純音楽よりも、オペラや楽劇のような劇音楽が重要であると考え、ドイツのウェーバーやロシアのグリンカなどを例に挙げ、日本の歴史や文学を題材とした新しい国民オペラの制作を考えていた。
題材の選定に当たっては、作曲や俳優として活躍していた東儀鉄笛を介して山田が坪内逍遙の『浦島』を作曲したいと言ったところ、「まだしも『堕天女』の方がよかろう。」と返事した談話がある。『浦島』や『堕天女』のほかに、山田の雑記帳には、「楽劇 黄金の鱗（三幕）」、「パントミーメ 闇から光へ」 「歌劇 海幸山幸」といった表題の草稿が残されている。
作品は最終的に坪内自身の薦めもあり、彼の楽劇台本『堕天女』に基づくこととなった。スケッチは1912年3月の復活祭の休暇を利用して進められたが、現存しないため、詳細は確認できない。「自作目録」には1912年3月14日と記されており、スケッチの開始日もしくは終了日と考えられる。スケッチはその後、卒業作品として制作されていた交響曲『勝鬨と平和』のため、1年余りスコア化はなされなかった。
後述する理由から、作品をドイツ初演するために台本をドイツ語に訳す必要があった。その際、山田は「天女」という語を「Engel」としたが、「Engel」は中性であり、中性が男性に恋をするのはおかしい、と助手につけていた、後に婚約者となるテア・シュミットに指摘され、最終的に Die Siebente（日本語訳『第七の女』）とした。

## 初演
当初、この作品は1912年にドイツの王立音楽院時代の恩師フェリックス・シュミットの紹介と推薦を得て、1914年にレオポルド・ザックセ一座によるベルリン初演の契約が成立するが、第一次世界大戦の勃発によって実現しなかった。
さらに1918年に渡米した際、シカゴ・シビック・オペラのクレオファンテ・カンパニーニに上演の交渉を図ったところ、喜んでむしろ日本語のまま上演しようとさえ申し出たが、カンパニーニが病没してしまったため、上演は見送られた。
その後、初演は1929年にまで持ち越され、同年12月に歌舞伎座にて、市川猿之助一座の歌舞伎『赤穂義士快挙録』『幻浦島』との併演という形で初演された。

## あらすじ
丹後国丹波郡の比治山の羽衣伝説を題材にしている。以下に示すあらすじは坪内による楽劇台本『堕天女』に基づいており、「古風土記逸文」に拠る比治山の羽衣伝説とは登場人物が異なる。作品は全1幕2場からなる。
ある笛吹きの伶人が、山頂で水浴をする7人の天女たちのうち、伶人が奏でる笛の音に聞き惚れた天女の羽衣を奪い、忽然と姿を消す。
その晩、人や獣などの名状しがたい、半裸隊の妖怪が、世のすべての呪いの言葉を撒き散らしながら踊り狂う。次いで物欲の強い老婆が、麓の低地から険しい岩場をよじ登り、恋の成就を夢見る息子を誤って転落死させた末に、ようやく天女のいる山頂にたどり着くが、そこには羽衣を失い、地に堕ちた天女しかいなかった。

## 録音
- 日本コロムビアの『山田耕作の遺産8 劇場音楽編』に作品の抜粋が収録されている。山田耕筰指揮、日本交響楽協会管弦楽部員、日響合唱団、日本楽劇協会合唱団が演奏、四家文子、奥田良三、関種子などが独唱をしている。